# George Fergusson (Lord Hermand)
Pour les articles homonymes, voir George Fergusson et Fergusson.
George Fergusson (25 août 1743 - 9 août 1827) est un avocat et juge écossais .

## Biographie
Il est né le 25 août 1743  le huitième fils de Jean Maitland, fille unique de James, vicomte Maitland, et petite-fille de John, cinquième comte de Lauderdale, et de son mari, James Fergusson (2e baronnet) de Kilkerran. dans l'Ayrshire. Il est le frère cadet d'Adam Fergusson (3e baronnet). George fréquente l'école James Mundell à Édimbourg puis le lycée en 1755-56. Il étudie ensuite le droit à l'Université d'Édimbourg.
Il est admis à la faculté des avocats le 17 décembre 1765. Il exerce au barreau pendant 34 ans avec un succès considérable.
En 1783, avec son frère Adam et de nombreuses autres personnalités notables d'Édimbourg des Lumières écossaises, il est membre fondateur de la Royal Society of Edinburgh.
À la mort de Robert McQueen, Lord Braxfield, Fergusson est nommé Lord ordinaire de la session et prend place sur le banc en tant que "Lord Hermand" le 11 juillet 1799. Il est également nommé lord Justice le 4 août 1808, à la place de Sir William Nairne de Dunsinnam . Il démissionne de ces deux fonctions en 1826.
Fergusson est à la fois excentrique et gros buveur. Une gravure de Hermand par John Kay est dans le premier volume de «Portraits originaux» (n ° 156). Son portrait apparaît également avec celui des autres juges dans la `` Dernière séance de l'ancienne cour de session, 11 juillet 1808 '' (vol. Ii. N ° 300). 
Il meurt au domaine familial de Hermand House à West Calder à l'ouest d'Édimbourg, le 9 août 1827.

## Famille
Fergusson épouse Graham (sic), fille de William McDowall de Garthland, qui lui a survécu plusieurs années. Ils n'ont pas d'enfants.